# Vicente Astorga
Vicente Astorga Paz (* 16. März 1934; † 16. Mai 1975) war ein chilenischer Fußballspieler. Der Mittelfeldspieler absolvierte drei Länderspiele für die chilenische Nationalmannschaft und wurde 1957 chilenischer Meister. 

## Karriere

### Verein
Vicente Astorga, Spitzname Chipe, spielte 1956 und 1958 für den CD Huachipato. 1957 stand er in Diensten von Audax Italiano und wurde mit den Italicos chilenischer Meister 1957. Weiteres ist über seine Vereinskarriere nicht bekannt.

### Nationalmannschaft
Vicente Astorga debütierte für die Nationalmannschaft Chiles im September 1957 bei der Copa O’Higgins gegen Brasilien. In der Qualifikation zur Weltmeisterschaft 1958 absolvierte er zwei weitere Partien, jedoch konnte sich die La Roja nicht für das Endturnier in Schweden qualifizieren.

## Erfolge
Audax
- Chilenischer Meister: 1957